# Tunel Žilina
Tunel Žilina je dálniční dvoutrubkový tunel s délkou 687 m. Nachází se na dálnici D1 v úseku Hričovské Podhradie - Lietavská Lúčka v okrese Žilina. Smlouva na výstavbu byla podepsána 9. prosince 2013. Samotná výstavba se oficiálně začala 20. února 2014 s termínem dokončení v lednu 2018, později prodloužený na říjen 2018.
Slavnostní začátek ražení tunelu a osazení sošky sv. Barbory se uskutečnilo dne 5. listopadu 2014 u západního portálu.